# Związek gmin Waibstadt
Związek gmin Waibstadt – związek gmin (niem. Gemeindeverwaltungsverband) w Niemczech, w kraju związkowym Badenia-Wirtembergia, w rejencji Karlsruhe, w regionie Rhein-Neckar, w powiecie Rhein-Neckar. Siedziba związku znajduje się w mieście Waibstadt, przewodniczącym jego jest Hans Wolfgang Riedel.
Związek zrzesza dwa miasta i cztery gminy wiejskie:
- Epfenbach, 2 504 mieszkańców, 12,97 km²
- Helmstadt-Bargen, 3 706 mieszkańców, 27,95 km²
- Neckarbischofsheim, miasto, 3 863 mieszkańców, 26,41 km²
- Neidenstein, 1 786 mieszkańców, 8,48 km²
- Reichartshausen, 2 035 mieszkańców, 10 km²
- Waibstadt, miasto, 5 723 mieszkańców, 25,57 km²